# Julius Evola
Julius Evola (Roma, 19 de maig del 1898 - 11 de juny del 1974), és el pseudònim de Giulio Cesare Andrea Evola, un esoterista i ideòleg italià.

## Biografia
En la seva joventut, es va interessar per a la pintura i la poesia seguint l'estil dadaista i futurista, i passant per un període d'anticristianisme acèrrim que es veuria moderat amb els anys.
Entre 1924 i 1926, col·laborà amb les revistes Ultra, Bilychnis, lgnis i Atanor.
Entre els anys 1927 i 1929, va desenvolupar el seu interès per l'esoterisme i va ser part de l'anomenat Grup d'Ur; dins d'aquest, publicà diversos treballs amb el pseudònim d'Ea.
Va morir l'11 de juny del 1974 d'una aturada cardiorespiratòria al seu apartament a Roma. Va ser incinerat i, seguint la seva voluntat, les seves cendres van ser escampades al cim de la muntanya Rosa.

## Pensament
Les seves posicions polítiques, properes al feixisme, van ser molt apreciades per Benito Mussolini, que el va preferir a Giovanni Gentile com a teòric del feixisme. La radicalitat cada vegada major del pensament d'Evola li va valer la suspensió d'alguna de les seves publicacions a Itàlia i la desconfiança de les jerarquies nazis a Alemanya. Després de la Segona Guerra Mundial, va mantenir la seva influència en el pensament conservador i neofeixista europeu en institucions com el Centre Studi Evoliani (Centre d'Estudis Evolians) o en el Centre Studi Ordine Nuovo de Pino Rauti i Enzo Erra.

## Obres destacades
- Saggi sull'idealismo magico, Todi-Roma, Atanòr, 1925
- Teoria dell'individuo assoluto, Torino, Bocca, 1927
- Imperialismo pagano, Todi-Roma, Atanòr, 1928.
- Fenomenologia dell'individuo assoluto, Torino, Bocca, 1930
- Rivolta contro il mondo moderno, Milano, Hoepli, 1934
- Il mistero del Graal, Bari, Laterza, 1937
- Lo Yoga della potenza, Torino, Bocca, 1949
- Metafisica del sesso, Todi-Roma, Atanòr, 1958
- Cavalcare la tigre, Milano, Vanni Scheiwiller, 1961